# Ephemerum perminutum
Ephemerum perminutum är en bladmossart som beskrevs av C. C. Townsend 1981 [1982. Ephemerum perminutum ingår i släktet dagmossor, och familjen Ephemeraceae. Inga underarter finns listade i Catalogue of Life.